# Pica-pau-malhado-grande

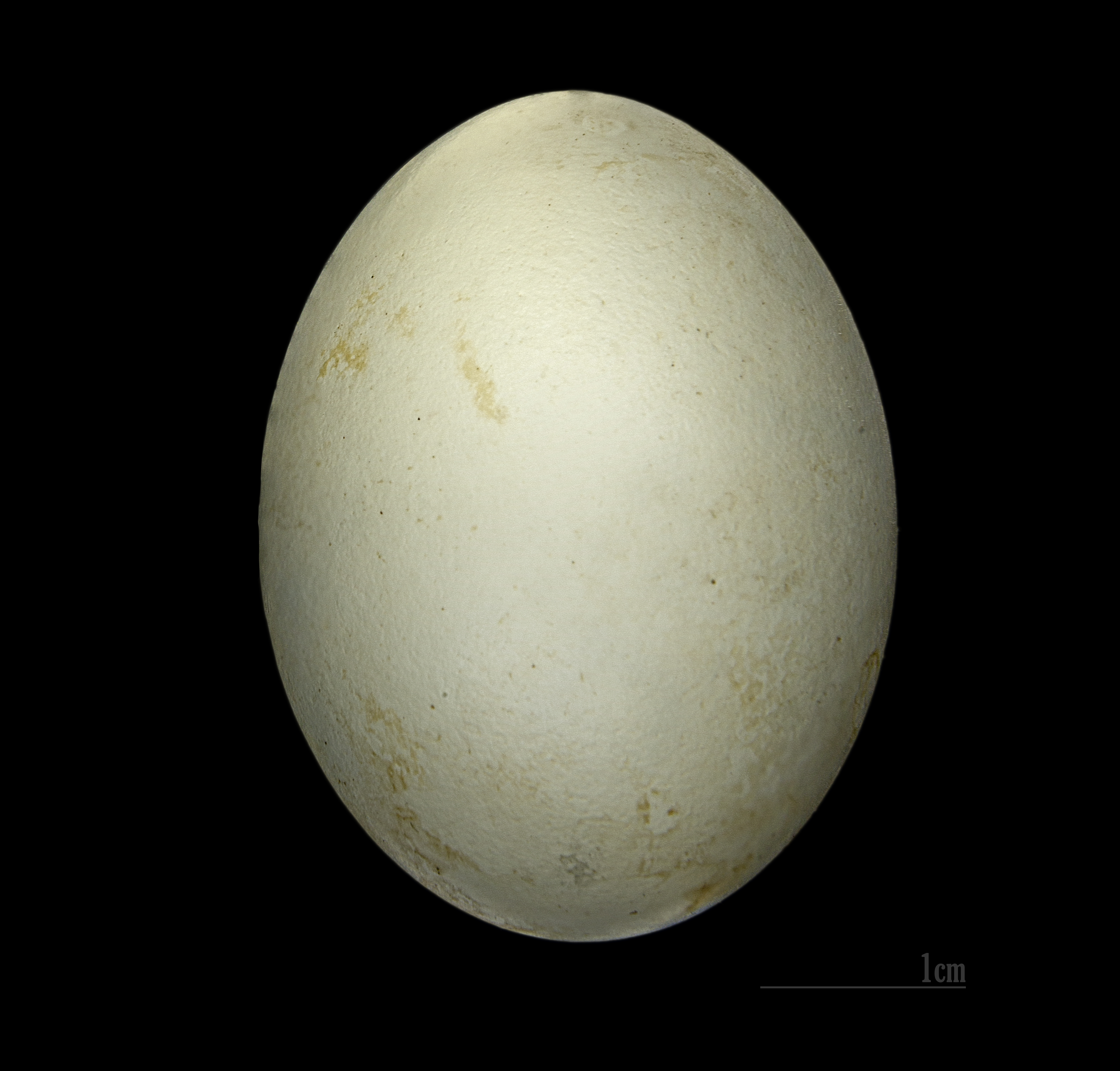
Dendrocopos major MHNT

Pica-pau-malhado ou pica-pau-malhado-grande (Dendrocopos major) é um membro da família dos pica-paus (Picidae).
Tem a sua distribuição na Europa e norte da Ásia. É residente, com excepção das regiões mais frias da sua área de distribuição.
No Verão, a sua alimentação consiste de larvas de traças e escaravelhos que habitam o interior da madeira das árvores da floresta.